# Sven
Sven je vikingško in staronordijsko ime (v danščini in norveščini, tudi Svend ali Svein) ter je sorodno angleškemu imenu Swain. Pomeni "fant", "mladenič" oziroma "mladi bojevnik", "mladi mož". Prvotno črkovanje v stari norveščini je bilo Sveinn. 
Pri nas in sosednjih državah se je najbolj obdržala prvotna različica imena Sven.
Po podatkih Statističnega Urada Republike Slovenije iz leta 2023 pri nas živi 494 oseb s tem imenom. Po pogostosti se ime Sven v Sloveniji nahaja med moškimi imeni na 294. mestu, med vsemi imeni pa na 587. mestu. Največ prebivalcev (111) z imenom Sven pa živi v savinjski statistični regiji.